# 조급한 계산법
조급한 계산법(Eager evaluation) 혹은 엄격한 계산법(Strict evaluation)은 대부분의 전통적 프로그래밍 언어에서 사용하는 계산 전략이다.
조급한 계산법에서 수식은 변수에 접근하는 순간 계산된다. 이것은 저수준 전략으로 간단한 프로그래밍 언어에서는 일반적으로 더 효율적인 방법이다. 계산되지 않은 수식을 표시하는 중간 자료 구조를 생성하고 관리할 필요가 없기 때문이다.
조급한 계산법의 가장 큰 장점은 메모리와 속도이다. 예를 들어 다음과 같은 베이직 코드가 있다고 하면:
```
x = 5 + 3 * (1 + 5 ^ 2)
print x
print x + 2
```

조급한 계산법에 따라 첫 줄에서 변수 x에 수식 그 자체가 기억되지 않고 계산 결과인 83만 저장되어 기억 공간을 절약한다. 또한 "print x"에서 한 번 계산하고 "print x + 2"에서 다시 한 번 계산하는 것이 아니라 "print x + 2"에서 83 + 2라는 수식만을 계산한다.

## 같이 보기
- 그래프 감소
- 느긋한 계산법
- 계산 전략